# Зубрець (гміна)
Гмі́на Зу́брець — сільська гміна у Бучацькому повіті Тернопільського воєводства Другої Речі Посполитої. Адміністративним центром гміни було Зубрець.
Гміна утворена 1 серпня 1934 року в рамках реформи на підставі нового закону про самоврядування (23 березня 1933 року).
Площа гміни — 95,50 км².
Кількість житлових будинків — 1867.
Кількість мешканців — 9211
Нову гміну було створено зі гмін (самоврядних громад): Ліщанці, Порохова, Сороки, Зубрець, Жизномир
Гміна ліквідована 17 січня 1940 року із включенням сіл до новоствореного Золотопотіцького району.